# Estación de Andrés Segovia
Andrés Segovia es una estación en superficie de la línea 1 del Metro de Granada, situada en el distrito Zaidín de la ciudad de Granada. Su localización tiene como principal objetivo dar servicio a las barriadas de Zaidín-Vergeles y Cervantes.

## Situación
La estación de Andrés Segovia está integrada en la avenida homónima del distrito del Zaidín. Ambas reciben su nombre en honor al guitarrista Andrés Segovia Torres, que formalizó sus estudios y gran parte de su carrera en la ciudad de Granada.
Una de sus principales funciones es dar servicio al centro del distrito Zaidín y parcialmente al distrito Genil, en concreto a las barriada de Zaidín-Vergeles y Cervantes, una zona mayoritariamente residencial donde predominan las viviendas de alta densidad y los pequeños comercios. Su localización se encuentra junto al Parque de los Médicos, frente al teatro y Centro Cívico del Zaidín y el Colegio de Médicos de Granada.

## Características y servicios
La configuración de la estación es de dos andenes laterales de 65 metros de longitud con sendas vías, una por cada sentido. La arquitectura de la estación se dispone en forma de doble marquesina a ambos lados, con un techo y elementos arquitectónicos y decorativos en acero y cristal. La estación es accesible a personas con movilidad reducida, tiene elementos arquitectónicos de accesibilidad a personas invidentes y máquinas automáticas para la compra de títulos de transporte. También dispone de paneles electrónicos de información al viajero y megafonía.
La construcción de la estación implicó la reorganización de la calle, transformándose en un bulevar cubierto de césped por el que circulan de forma completamente segregada las vías. También se ampliaron las aceras y se añadieron paradas de bus metropolitano y urbano junto a ella.

## Intermodalidad
La estación se encuentra integrada en la Avenida de Andrés Segovia, un entorno principalmente residencial. La infraestructura de la propia estación cuenta con aparcamiento para bicicletas y el entorno de la avenida está dotado de carril bici.
Andrés Segovia es intermodal tanto con las líneas SN2 y S3 de la red de autobuses urbanos de Granada como con las líneas interurbanas del Consorcio de Transportes de Granada, ya que dispone de marquesinas para sendos transportes a ambos lados de la estación. En este último caso, dan servicio al PTS las líneas 174A, 175, 176, 177 y 275 que conectan este municipio con Ogíjares y La Zubia.